# François Xavier Tourte
Pour les articles homonymes, voir François et Tourte.
François Xavier Tourte, né en 1747 à Paris et mort dans la même ville le 25 avril 1835, est un archetier français. 

## Biographie
Tourte a passé huit ans en tant qu'apprenti horloger avant de devenir apprenti de son père luthier, Nicolas Pierre Tourte (vers 1700 - 1764). Après la mort de son père, Tourte, en collaboration avec le violoniste virtuose Giovanni Battista Viotti, a fait des changements importants dans la forme de l'archet entre 1785 et 1790. 
On le surnomme le Stradivarius de l'archet parce que, à la manière du grand luthier italien, il a voué sa vie à la recherche de la perfection, à l'expérimentation des formes et des matières les plus à même de servir l'art des sons. Ainsi est-il parvenu à la conclusion que la qualité d'un bon archet dépendait avant tout de la qualité du bois utilisé. Son choix se porta donc sur le bois du Brésil appelé bois de Pernambouc, préconisant le premier, vers 1775, l'emploi du pernambouc, bois idéal pour l'archet de par ses propriétés physiques. C'est le bois le plus utilisé aujourd'hui pour les archets professionnels. Puis avec obstination et minutie, il mit au point la forme idéale de ce qu'on appellera l'archet Tourte : le profil concave de la baguette, son léger amincissement depuis le talon, puis plus nettement jusqu'à la pointe.
Les archets de Tourte avaient tendance à être plus lourds que les modèles précédents, avec plus de bois à la pointe contrebalancé par une hausse plus lourde. Ils sont légèrement plus allongés, à 74 - 75 centimètres. Ils ont généralement une longueur de crins utilisable d'environ 65 cm, et le point d'équilibre est à 19 cm de la hausse[réf. nécessaire]. 
La courbe du bois est obtenue en chauffant soigneusement le bois puis en le pliant.  Le dernier changement important attribué à Tourte est le système de vis pour régler la tension des crins. 
Tourte a détruit tout archet qui n'était pas irréprochable avant de le laisser sortir de son atelier. Il n'a jamais verni ses archets mais les a seulement frottés avec de la poudre de pierre ponce et de l'huile. Le modèle de Tourte a été adopté par Dominique Peccatte (en), Jacob Eury (en), Nicolas Maire, François Lupot, Nicolas Maline, Joseph Henry et Jean Pierre Marie Persois[réf. nécessaire].
En 2017, un de ses archets devient l'un des plus chers vendus au monde, lors d'une vente aux enchères à Vichy, pour 576 000 €.